# بادخورک فرناندو پو
بادخورک فرناندو پو (نام علمی: Apus sladeniae) نام یک گونه از سرده بادخورک‌ها است.